# Подвеска Хара

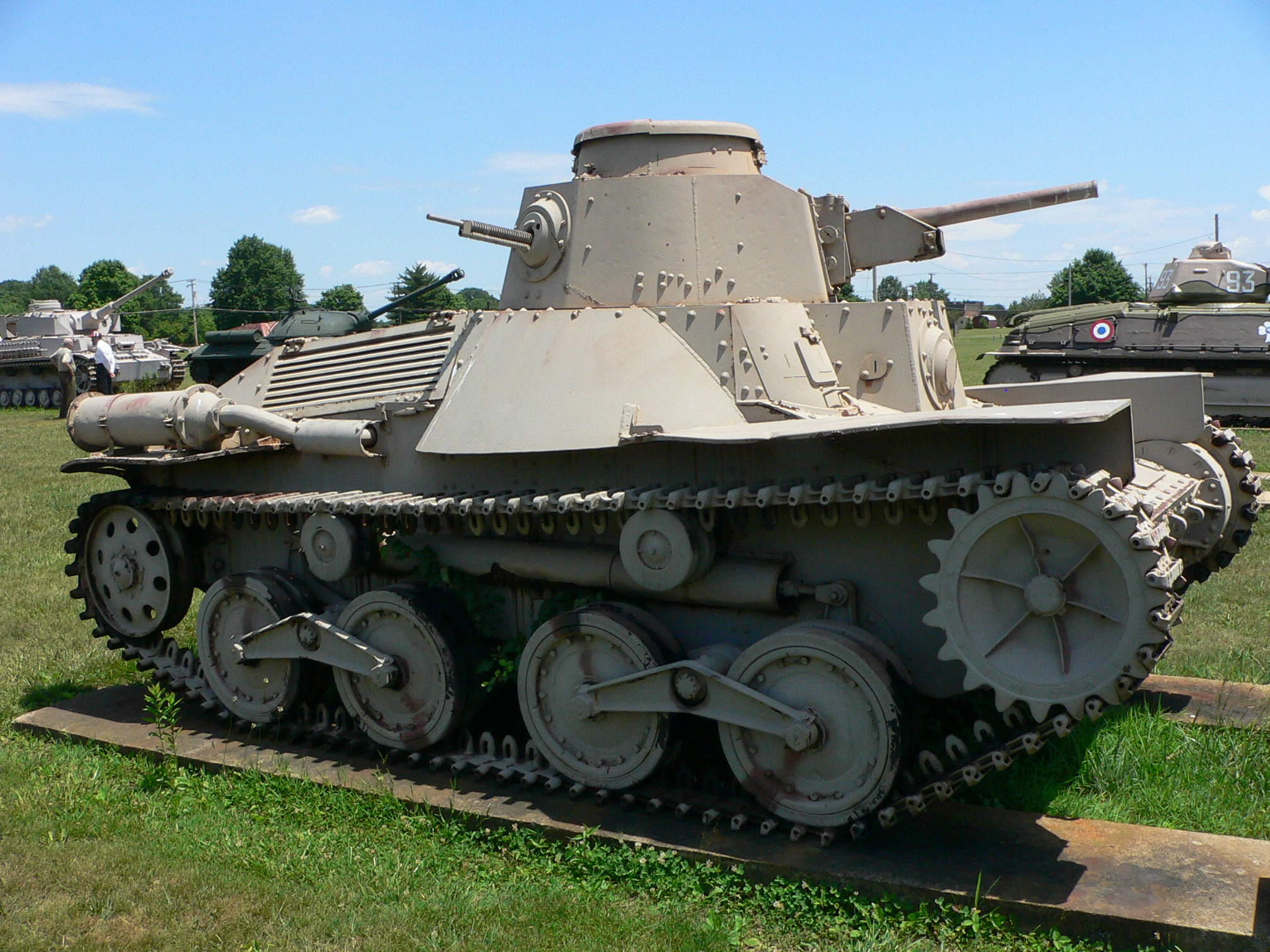
«Ха-Го» в музее Абердинского полигона

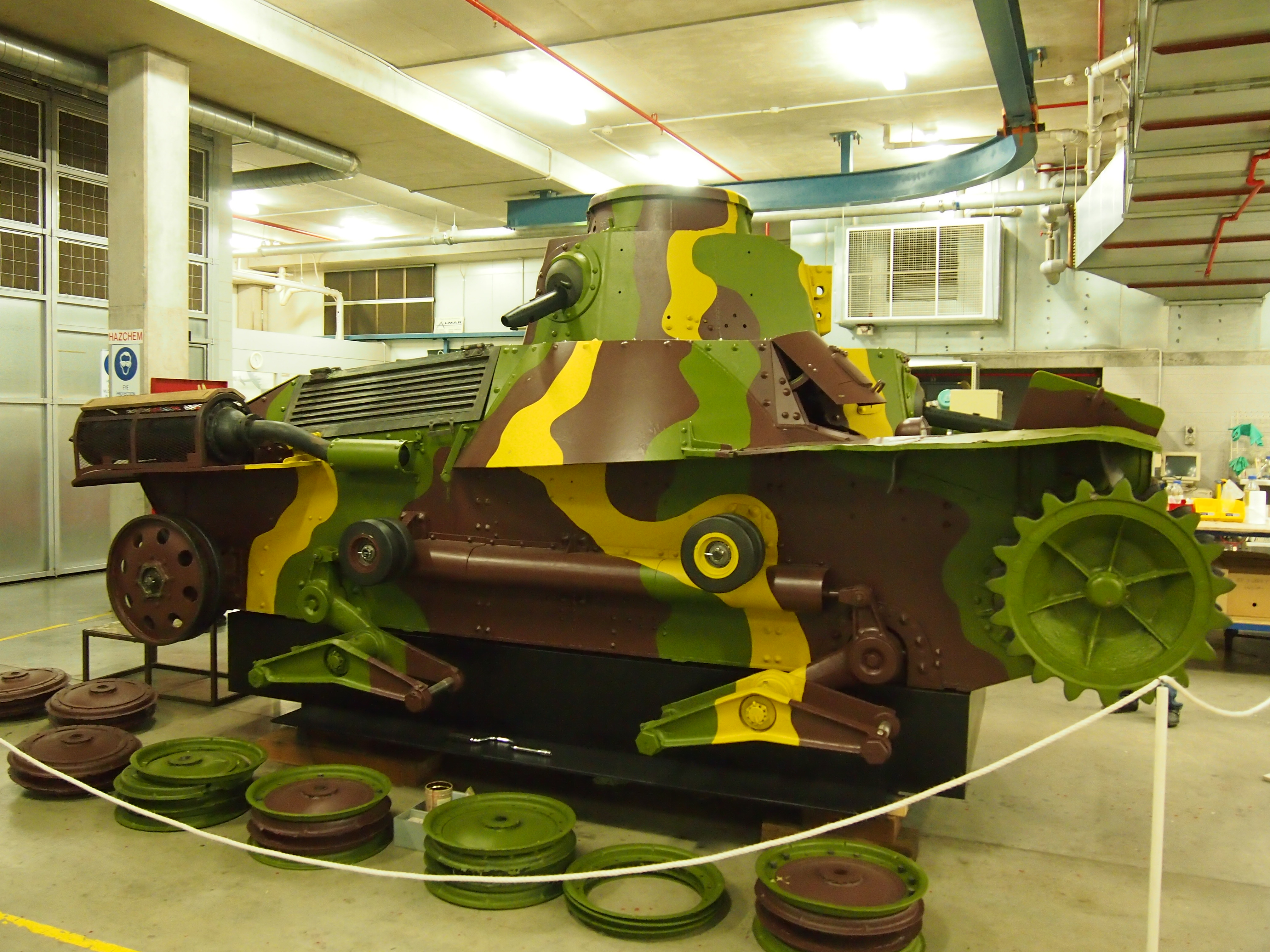
Ха-Го со снятыми опорными катками во время реставрации в Австралии

Подвеска Хара – танковая подвеска, разработанная в 1930-х годах в Японии майором, а позднее полковником, Томио Хара. Относится к типу блокированных подвесок. Название получила в честь своего создателя.
Подвеска Хара пришла на смену своему  предшественнику, подвеске по типу  трактора Клетрак. Новая модель подвески была заметно лучше предыдущей и обеспечивала танку более мягкий ход.
Впервые была использована на японских танках Ха-Го (Тип-95).

## Конструкция  подвески Хара
Подвеска Хара является парной подвеской с винтовой пружиной. Опорные катки подвески были сгруппированы по два на подвижных балансирах. В качестве упругих элементов использовались горизонтальные спиральные пружины, заключённые  в трубы, которые, в свою очередь, были прикреплены к  бортам танка.
Балансиры соединялись с двуплечими рычагами, оси которых, в свою очередь, крепились к корпуса танка. Рычаги имели шарнирное соединения с тяжами, подсоединёнными к пружинам.
Конструкция позволяла получить динамический ход катков таким же, а иногда более эффективным, чем у независимых подвесок.
Хотя конструкция такой подвески была в целом удачной, отсутствие амортизаторов сводило на нет большинство её достоинств, делая практически невозможной прицельную стрельбу с хода и сильно затрудняя стрельбу с коротких остановок из-за значительных продолжительных продольных колебаний.

## Использование
Впервые подвеска Хара была разработана для использования в японских танках Ха-Го, в дальнейшем применялась практически на всех японских танках, изготовленных в тридцатых-сороковых годах двадцатого века.